# シャルヴァリ・ワーグ
シャルヴァリ・ワーグ（Sharvari Wagh、1997年6月14日 - ）は、インドのヒンディー語映画で活動する女優。ラヴ・ランジャンとサンジャイ・リーラー・バンサーリーの下で助監督としてキャリアを重ねた後、カビール・カーンの『フォーガットン・アーミー』で女優デビューした。映画デビュー作『Bunty Aur Babli 2』でフィルムフェア賞 新人女優賞を受賞し、『Munjya』でブレイクした。

## 生い立ち
1997年にマラーターの建築家夫婦シャイレーシュ・ワーグとナムラタ・ワーグの娘として生まれ、ムンバイのダダル・パルシー・ユース・アッセンブリー・ハイスクール、D・G・ルパレル芸術科学商業大学で教育を受けた。マハーラーシュトラ州首相を務めたマノーハル・ジョーシーは祖父に当たる。

## キャリア
シャルヴァリ・ワーグは『恋愛被害者の会2』『バージーラーオとマスターニー』『SKTKS〜お見合い大作戦〜』で助監督を務めた後、2014年から女優のオーディションを受け始め、2020年にサニー・コウシャル主演の『フォーガットン・アーミー』で女優デビューした。
2021年に『Bunty Aur Babli 2』で映画デビューし、ラーニー・ムカルジー、サイーフ・アリー・カーン、シッダーント・チャトゥルヴェーディーと共演した。シャルヴァリ・ワーグはフィルムフェア賞 新人女優賞、国際インド映画アカデミー賞 新人女優賞を受賞し、批評家からは「シャルヴァリは映画初出演とは思えないほど自信に満あふれ、スクリーンでの存在感も抜群だった」と絶賛されたものの、映画自体の興行成績は低調だった。2024年には「マドック・スーパーナチュラル・ユニバース」の『Munjya』に出演し、映画はスリーパー・ヒットを記録して彼女がブレイクするきっかけを作った。続いてNetflix配信映画『マハーラージ』にゲスト出演し、ジョン・エイブラハム主演の『Vedaa』では不可触民の女性ヴェダー役を演じて批評家から好意的な評価を得ている。

## フィルモグラフィー

### 映画

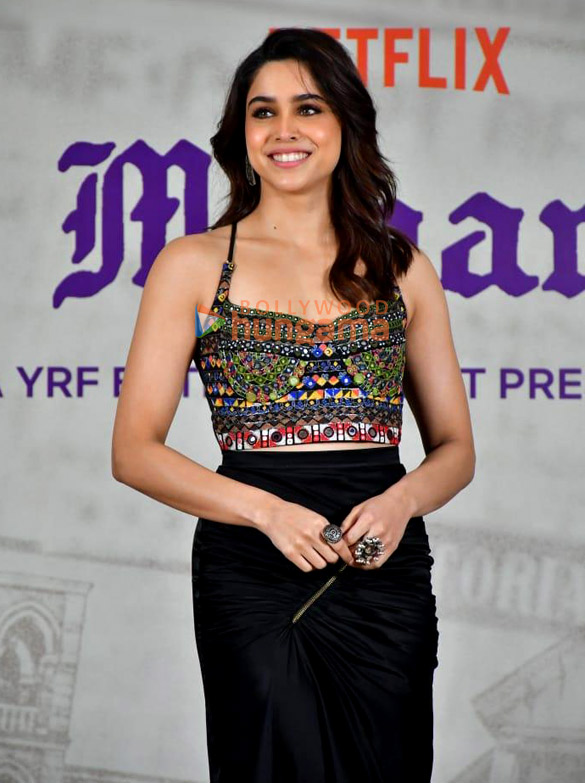
シャルヴァリ・ワーグ（2024年）

| 年   | 作品                         | 役名            | 備考     | 出典   |
| ---- | ---------------------------- | --------------- | -------- | ------ |
| 2015 | 恋愛被害者の会2              | N/A             | 助監督   | [ 4 ]  |
| 2015 | バージーラーオとマスターニー | N/A             | 助監督   | [ 4 ]  |
| 2018 | SKTKS〜お見合い大作戦〜      | N/A             | 助監督   | [ 4 ]  |
| 2021 | Bunty Aur Babli 2            | ソニア/バブリー |          | [ 7 ]  |
| 2024 | Munjya                       | ベラ            |          | [ 15 ] |
| 2024 | マハーラージ                 | ヴィラージ      | 特別出演 | [ 16 ] |
| 2024 | Vedaa                        | ヴェダー        |          | [ 13 ] |

### ウェブシリーズ
| 年   | 作品                     | 役名                       | 出典   |
| ---- | ------------------------ | -------------------------- | ------ |
| 2020 | フォーガットン・アーミー | マヤ・シュリーニヴァーサン | [ 17 ] |

## 受賞歴
| 年                                              | 部門                                       | 作品                  | 結果             | 出典             |
| フィルムフェア賞                                | フィルムフェア賞                           | フィルムフェア賞      | フィルムフェア賞 | フィルムフェア賞 |
| ----------------------------------------------- | ------------------------------------------ | --------------------- | ---------------- | ---------------- |
| 2022年                                          | 新人女優賞                                 | 『Bunty Aur Babli 2』 | 受賞             | [ 18 ] [ 19 ]    |
| 国際インド映画アカデミー賞                      |                                            |                       |                  |                  |
| 2022年                                          | 助演女優賞                                 | 『Bunty Aur Babli 2』 | 受賞             | [ 20 ] [ 21 ]    |
| ジー・シネ・アワード                            |                                            |                       |                  |                  |
| 2025年                                          | ZEE5選出若手俳優賞                         | N/A                   | 受賞             | [ 22 ]           |
| ピンクヴィッラ・スクリーン&スタイル・アイコン賞 |                                            |                       |                  |                  |
| 2022年                                          | スタイリッシュ・エマージング女性タレント賞 | N/A                   | ノミネート       | [ 23 ]           |